# Шлапикас, Витаутас
Витаутас Шлапикас (лит. Vytautas Šlapikas, род. 30 апреля 1973, Укмерге) — литовский шахматист, международный мастер.

## Биография
Чемпион Литвы 1996 г. (разделил 1—2 места с В. Дамбраускасом и опередил его по дополнительным показателям). Участвовал в большом дележе 1-го места в чемпионате Литвы 2000 г. (по дополнительным показателям остался без медали).
В составе сборной Литвы участник шахматной олимпиады 2000 г., Всемирных интеллектуальных игр 2008 г. (командные турниры по блицу и рапиду), международного матча со сборной Латвии 2005 г.
Участник зонального турнира 2000 г.
С начала 2000-х гг. участвовал в заочных соревнованиях. Бронзовый призёр чемпионата Литвы по переписке 2002—2004 гг.
Выступал за сборную клуба „Juodasis Rikis“ в родном городе Укмерге. Позже — за клуб «ŠK_Margiris_Kaunas».
Окончил Университет Александра Стульгинскиса (ныне Академия сельского хозяйства университета Витовта Великого) по специальности экономика сельского хозяйства. Работал в муниципальном бюро культуры и образования Каунаса. Позже работал шахматным тренером и страховым консультантом в компании «Lietuvos draudimas».
Имел серьезные проблемы с психикой. В 2013 году официально уволился с последнего места работы. 13 января 2014 года, находясь в невменяемом состоянии, убил свою жену Асту Шлапикене. Решением Вильнюсского окружного суда помещён на принудительное лечение в психиатрическую больницу в Рокишкисе.

## Основные спортивные результаты
| Год                       | Город                        | Соревнование                               | + | − | = | Результат | Место |
| ------------------------- | ---------------------------- | ------------------------------------------ | - | - | - | --------- | ----- |
| 1991                      | Вильнюс                      | Чемпионат Литвы                            |   |   |   | 6 из 9    | 6—14  |
| 1992                      | Вильнюс                      | Чемпионат Литвы                            |   |   |   | 5½ из 9   | 15—21 |
| 1995                      | Вильнюс                      | Чемпионат Литвы                            |   |   |   | 6 из 9    | 5—9   |
| 1996                      | Вильнюс                      | Чемпионат Литвы                            |   |   |   | 7 из 9    | 1—2   |
|                           | Августов                     | Опен-турнир                                |   |   |   | 6½ из 9   | 2     |
| 1999                      | Вильнюс                      | Чемпионат Литвы                            |   |   |   | 5½ из 9   | 6—11  |
| 2000                      | Вильнюс                      | Чемпионат Литвы                            |   |   |   | 6½ из 9   | 1—6   |
|                           | Межэзерс                     | Зональный турнир 1.7                       | 4 | 5 | 4 | 6 из 13   | 9—10  |
|                           | Стамбул                      | XXXIV Олимпиада (сборная Литвы, 4-я доска) | 5 | 3 | 2 | 6 из 10   |       |
| 2001                      | Каунас                       | Чемпионат Литвы                            | 5 | 3 | 5 | 7½ из 13  | 6—8   |
| 2002                      | Хельсинки                    | Международный турнир                       | 4 | 5 | 2 | 5 из 11   | 8     |
|                           | Бирштонас                    | Опен-турнир                                | 5 | 1 | 3 | 6½ из 9   | 3—7   |
| 2004                      | Вильнюс                      | Чемпионат Литвы                            | 0 | 4 | 7 | 3½ из 11  | 10—11 |
| 2005                      | Лиепая                       | Матч Латвия — Литва (против И. Старостита) | 0 | 0 | 1 | ½ из 1    |       |
| 2006                      | Вильнюс                      | Чемпионат Литвы                            | 4 | 3 | 4 | 6 из 11   | 5—6   |
| 2008                      | Каунас                       | Чемпионат Литвы                            | 1 | 2 | 8 | 5 из 11   | 6—8   |
|                           | Пекин                        | Всемирные интеллектуальные игры            |   |   |   |           |       |
| 2010                      | Вильнюс                      | Чемпионат Литвы                            | 4 | 2 | 3 | 5½ из 9   | 8—9   |
| СОРЕВНОВАНИЯ ПО ПЕРЕПИСКЕ |                              |                                            |   |   |   |           |       |
| 2002—2004                 | Чемпионат Литвы по переписке | Чемпионат Литвы по переписке               |   |   |   |           | 3     |
| 2004—2005                 | Чемпионат Литвы по переписке | Чемпионат Литвы по переписке               |   |   |   |           | 7     |
| 2005—2006                 | Чемпионат Литвы по переписке | Чемпионат Литвы по переписке               |   |   |   |           | 5     |

## Изменения рейтинга
| Графики недоступны из-за технических проблем. См. информацию на Фабрикаторе и на mediawiki.org. |